# Лето Атрейдес
Лето Атрейдес (в др. переводе «Лито», англ. Leto Atreides I, 10.140 — 10.191) — персонаж романа Фрэнка Герберта «Дюна», отец Пола. Известен также как Красный Герцог.
Лето является главным героем трилогии Брайана Герберта и Кевина Андерсона, являющейся приквелом к циклу Фрэнка Герберта: «Дюна: Дом Атрейдесов», «Дюна: Дом Харконненов» и «Дюна: Дом Коррино».

## Биография
Сын герцога Пола Атрейдеса и леди Елены. После гибели отца унаследовал планету Каладан и герцогский титул. От связи с Кайлеи Верниус, дочерью графа Доминика Верниуса, у него родился сын Виктор, погибший в результате попытки покушения Кайлеи на Лето.
Позже Лето состоял в многолетних отношениях с наложницей леди Джессикой из ордена Бене Гессерит, от связи с которой родились Пол и Алия.
По приказу Падишах-Императора Шаддама IV принял в ленное владение пустынную планету Арракис, где погиб в результате предательства. Его останки покоятся в «Усыпальнице Головы Лето» на Арракисе.

## В кинематографе
В фильме Дэвида Линча Дюна (1984 год) роль Лето исполнил Юрген Прохнов, в мини-сериале Дюна — Уильям Хёрт, а в фильме Дени Вильнёва (2021 год) — Оскар Айзек.

## История создания
По словам Брайана Герберта, сына писателя, Лето был назван по имени титаниды Лето из древнегреческой мифологии, которая была матерью Аполлона и Артемиды. Фрэнк рассказывал сыну, что он назвал мужчину в честь женщины, чтобы «подчеркнуть параллели истории с Янусом». Параллели с Янусом, двуликим богом, одно из лиц которого было направлено в прошлое, а другое — в будущее, состояли в том, что сын Лето Пол Атрейдес умел видеть будущее, а дочь Лето Алия Атрейдес умела смотреть в прошлое. Ещё одна возможная параллель — Лета, река забвения из древнегреческой мифологии.
Павел Вязников, переводчик романа «Дюна» для издательства АСТ, полагает, что правильным переводом имени Leto Atreides на русский является «Лето Атрейдес», так как, по предположению Вязникова, имя Лето было выведено Гербертом из латинского letum (смерть) и leto (убивать), но не lito (приносить в жертву, давать благоприятное предзнаменование) или греческого λίθος (камень).

## Песчаные черви дюны
В романе «Песчаные черви дюны» Верховная мать Шиана во время путешествия на космическом корабле «Итака» начала выращивание гхола герцога Лето. Однако возрожденный гхола доктора Велингтона Юэ, манипулируемый лицевым танцором, отравил аксолотль-чан, в котором выращивался герцог, убив его еще до рождения.
В конце романа второй гхола герцога все-таки был создан, он вернулся на Каладан и возобновил отношения с Леди Джессикой и Доктором Юэ.

### Комментарии
1. ↑  англ. Dad said he did this in order to highlight a Janus-facing in the story.